# 商业秘密
商業秘密（英語：Trade secret），亦作營業秘密，俗稱商業機密，是指包括设计、程序、产品配方、制作方法、制作手工艺、管理诀窍、客户名单或产销策略等的技术信息和营业信息：且该信息不为普遍所知，能为权利人带来经济利益，具有现实的或潜在的实用性，并经权利人利用保密手段管理；同时该信息不与公共利益相冲突。例如可口可乐的配方就是著名的商业秘密。營業秘密可分成兩類，一是商業性（經營性）之營業秘密，一是技術性之營業秘密；商業性營業秘密例如公司客戶的資料、公司未來中程或長程的發展計劃、公司的研發方向等等；技術性營業秘密則例如公司投入資本研發之產品或其他未受專利保護之技術。

## 构成要件
作为商业秘密，通常需要如下构成要件：页584
1. 秘密性
2. 新颖性
3. 实用性
4. 经济价值性

依據中華民國《營業秘密法》第二條所定，除了指方法、技術、製程、配方、程式、設計或其他可用於生產、銷售或經營之資訊，另需要符合三個要件：
1. 非一般涉及該類資訊之人所知者。
2. 因其秘密性而具有實際或潛在之經濟價值者。
3. 所有人已採取合理之保密措施者。

依據美國《經濟間諜法》之定義，「營業秘密」意指所有形式與類型之財務，商業，科學，技術，經濟，或工程資訊，包括資料，計劃，編輯，程式裝置，公式，設計，原形，步驟，技術，過程，程序，程式，或符號，不論其為有形或無形，亦不論其係以儲存，編輯，文字，或以物理性，電子，圖形或照相記憶，或以書寫，只要其符合 (A) 該等資訊之所有人已針對情況採取合理措施以保護此等資訊之秘密性；及 (B) 此等資訊由於未為一般大眾所知悉，或因公眾利用合法方式，無法即時確定，取得或發展出來，而具有現實或潛在之獨立經濟價值。
各國關於保護營業秘密之法規內容未必完全相同。因此在跨國侵害營業秘密之情形，必須先認定營業秘密侵害之準據法，來處理紛爭。

## 商业秘密保护的发展
古罗马时期的农庄经济需要大量掌握手工业、建筑业等知识的奴隶，奴隶主与这些奴隶之间不再是简单的人身依附关系，当时奴隶被诱使出卖奴隶主的秘密是一个普遍问题。根据罗马法，奴隶没有独立的法律人格，所以不可能对奴隶进行诉讼。罗马私法出现了对抗诱骗商业秘密的第三人的诉讼请求的诉讼制度，被称为“奴隶诱惑之诉”。此阶段保护商业秘密更多是依靠商业道德完成。页589
18世纪、19世纪，商业秘密开始法律保护的进程。19世纪中期，法国和德国的刑法惩处未经许可泄漏工厂秘密的行为。1820年，英国衡平法院准许了一项使用泄漏商业秘密的禁令。1909年德国制订的《反不正当竞争法》，给予商业秘密司法救济。页589
20世纪50年代以来，对商业秘密的保护进入专门立法保护与知识产权保护的并存阶段。美国国家统一州法委员会于1979年制定了《统一商业秘密法》，英国下议院于1981年制定了《保护商业秘密权法》，1967年签订的《成立世界知识产权组织公约》将“未公开的信息”纳入知识产权范围。页591
1994年在马拉喀什通过的《与贸易有关的知识产权协定》（TRIPS）明文把“商业秘密”列入一项与贸易有关的知识产权；同时认为它属于“反不正当竞争”的一项内容，与《巴黎公约》中的反冒牌货同属一个条文管辖。